# Lacul celor Doi Munți

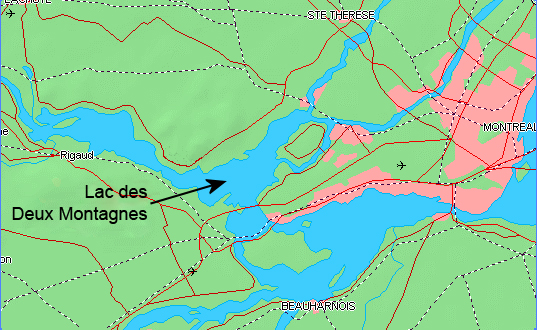
Localizarea lacului

Lacul celor Doi Munți (Lac des Deux Montagnes) este un lac în sudul provinciei Quebec, Canada, cu suprafața de 150 km² la vărsarea râului Ottawa, la nord-est de insula Montreal și insula Jesus, corespunzând aproximativ spațiului între barajul Carillon de pe râul Ottawa și barajul Grand Moulin de pe Riviere des Mille Îles. Mai are ieșire și spre Râul Pășunilor și fluviul Sf. Laurențiu. 
A fost numit Lac de Medicis în 1612 de către Samuel de Champlain și apoi Lac Soissons în jurul anului 1632, numele actual datând din anul 1684.